# Isaak Iljič Levitan
Isaak Iljič Levitan, též psaný Izák Levitan nebo Jicchak Levitan (rusky Исаа́к Ильи́ч Левита́н; 30. srpna 1860 u Kybartai – 4. srpna 1900, Moskva) byl ruský malíř litevského původu, známý především jako autor krajinomaleb. Dokázal zachytit náladu krajiny, lyrické kouzlo ruské přírody a vystihnout její národní charakter. Pro jeho tvorbu je charakteristické tiché a téměř melancholické snění uprostřed krajiny z velké části zbavené lidské přítomnosti.  

## Život
Podle oficiálních údajů se narodil 30. srpna 1860 v litevském městečku Kybartai roku 1860 v židovské rodině. V roce 2010 byly objeveny archivní záznamy, které vyvolávají určité pochybnosti o přesném datu a místu jeho narození. Udávají, že Dobre a Khastkhelu (Chackelu) Leibovi Levitanovým se narodil syn Isaak (Itsyk Leib) Levitan dne 3. října 1860 v Kėdainiai. Podle jejich objevitele M.A.Rogova mohl být dán na výchovu do rodiny svého strýce, učitele a železničního zaměstnance v Kybartai. Sám umělec o svém dětství nikdy nehovořil, nařídil spálit veškerou korespondenci po své smrti.
Kolem roku 1870 se rodina se čtyřmi dětmi přestěhovala do Moskvy. V roce 1873 vstoupil Isaak Levitan na Moskevskou školu malířství, sochařství a uměleckých řemesel, kde jeho bratr Abel (Adolf) studoval již od roku 1871.  Jeho učiteli byli Vasilij Perov, Aleksej Savrasov, a později Vasilij Polenov, představitelé moskevské krajinářské školy. Levitan od nich získal blízký vztah k přírodě a krajině, specifický způsob vnímání přenesl do svých obrazů.
Roku 1875 zemřela Levitanova matka, o dva roky později i otec a zbývající členové rodiny se ocitli v nouzi. Isaak Levitan však díky svému talentu získal na Moskevské škole malby, sochařství a architektury stipendium, aby zde mohl zůstat a pokračovat ve studiu malířství. Už v době studia se u něho začala projevovat neurastenie, která se v pozdějších letech promítla i do jeho tvorby. Roku 1877 poprvé veřejně vystavoval ve studentské sekci v rámci přehlídky sdružení Peredvižniků a jeho práce byly dobře přijaty. Na obrazech Večer.Cesta ve vesnici a Sluneční den. Jaro se projevil jeho talent ke specifickému lyrickému zobrazení krajiny a přírody. Na první školní výstavě v roce 1878 vzbudil pozornost jeho obraz Pohled na klášter Simonov. Jeho jméno bylo zmíněno v tisku. Na druhé výstavě v roce 1880 byl již Levitan zastoupen pěti obrazy a postupně si získával příznivce i mezi sběrateli, jako byl například Pavel Treťjakov. Počátkem osmdesátých let se načas přestěhoval do vesnice Ostankino k rodině své sestry, když museli Židé na carův příkaz opustit Moskvu. Pilně maloval, kromě toho dával soukromé hodiny a pracoval jako grafik pro různé časopisy. V roce 1883 se díky přímluvě vlivných znalců umění směl vrátit do Moskvy, kde sdílel byt se svým spolužákem Nikolajem Čechovem, bratrem A. P. Čechova.V roce 1884 ukončil studium. 
Účastnil se výstav uměleckého sdružení Peredvižnici. Často trávil několik týdnů na venkově u přátel Perepetčikova nebo Polenova, kde maloval místní krajinu a přírodu. Od léta 1885 pobýval v Babkinu na letním bytě u rodiny Čechovovů a spřátelil se se spisovatelem Čechovem. Babkino sehrálo klíčovou roli ve formování a rozvoji talentu obou umělců. Během léta tam Čechov napsal desítky příběhů, zatímco Levitan vytvořil desítky skic z přírody, které později použil ve svých hotových krajinářských dílech. V Babkinu začal pracovat na svém významném obraze Březový háj, který odborníci označují za klasické dílo ruského impresionismu. Do poloviny osmdesátých let Levitan maloval především v Moskvě a jejím okolí. V letech 1885 a 1886 pracoval společně s Konstantinem Korovinem na scénách pro představení v soukromé opeře podnikatele a mecenáše Saavy Mamontova. 

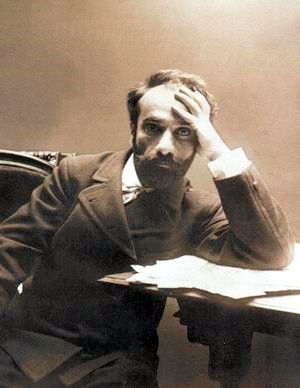
Issak Levitan na snímku z roku 1899

Na jaře 1886 strávil dva měsíce na Krymu, kde pořídil několik desítek kreseb s náměty moře a jižní přírody. Vzbudily velký zájem na výstavě Moskevské společnosti milovníků umění (MSAL) a jejich prodej přispěl ke zlepšení Levitanovy finanční situace. Levitan se zapojil do moskevského kulturního života. Navázal milostný vztah se Sofií Kuvšinnikovou, která vedla se svým manželem salon, v němž se scházely známé osobnosti uměleckého světa. Navštěvoval také sobotní večírky MSAL i slavné středy v domě Vladimíra Šmarovina. Levitan byl velmi pohledný muž s kouzlem osobnosti, extravagantně se oblékal a budil ve společnosti pozornost.
V roce 1887 poprvé přijel k řece Volze, kam se i později vracel do malého městečka Pljos. Z oblasti Povolží pochází řada Levitanových obrazů a kreseb, z nichž k nejznámějším patří Večer na Volze, Večer. Zlatý Pljos a Po dešti. Pljos z roku 1889. Prožil tam nejšťastnější období svého života, které bylo doprovázeno přílivem tvůrčí energie.
V zimě 1889–1890 prodělal tyfus, což mu značně podlomilo zdraví. Přesto odjel na jaře poprvé do zahraničí, kde během dvou měsíců navštívil Berlín, Paříž a Itálii. Na pobřeží Středozemního moře nebo v italských Alpách vznikly kresby, pastely i obrazy. Stěžejním tématem Levitanovy tvorby však byla ruská krajina a jeho hluboký vztah k ní dodával jeho obrazům psychologický rozměr, jak je zřejmé například na obraze Tichý příbytek (1890). Vystavené dílo silně zapůsobilo na moskevské publikum a Levitan se zařadil na přední místo mezi svými současníky.

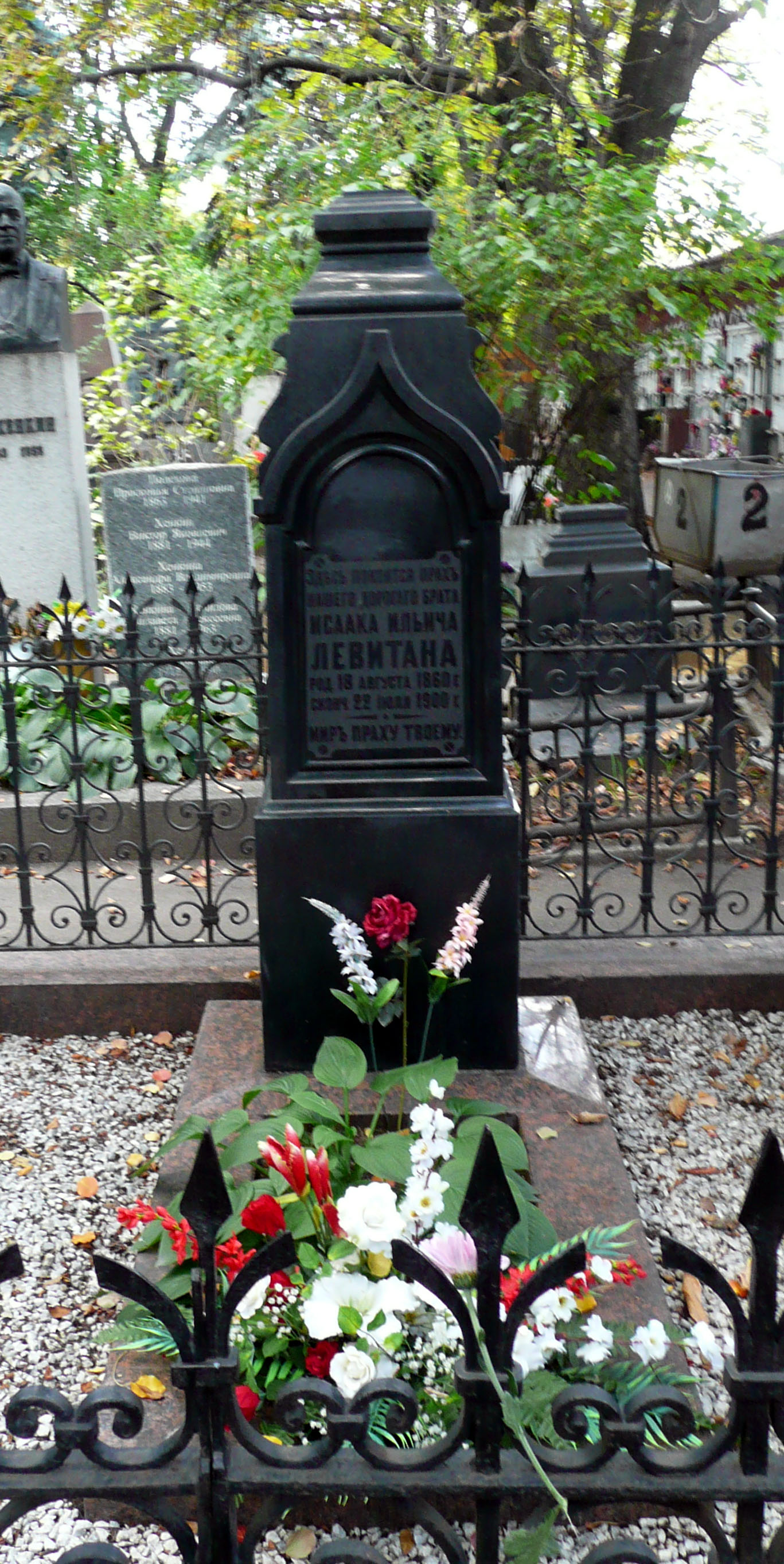
Levitanův hrob na Novoděvičím hřbitově

V roce 1891 musel Levitan jako všichni Židé opustit Moskvu a následující rok strávil na venkově u přátel. Pracoval mimo jiné na svém obraze nad Věčným klidem, který zakoupil Treťjakov pro svou galerii. Došlo k roztržce mezi ním a Čechovem, který v povídce Kobylka na vztahu hlavních postav vykreslil poměr mezi Levitanem, Kuvšinnikovou a jejím manželem. Usmířili se až o tři roky později, když se Levitan a Kuvšinnikovová rozešli. Na jaře 1894 cestoval po jižní Itálii a Francii, zastavil se v Paříži a Vídni. Po návratu do Ruska mu bylo diagnostikováno závažné srdeční onemocnění, aneurysma, jako následek předchozího tyfového onemocnění. V červnu 1895 se v pokusil o sebevraždu. Na podzim a v zimě 1896 Levitan prodělal dva těžké infarkty.
Jeho umělecké renomé vzrůstalo, jeho díla byla představována na výstavách v Rusku, zúčastnil se mezinárodní přehlídky skupiny Mnichovská secese (Münich Secession). Střídavě pobýval v zahraničí a na usedlostech svých přátel Čechova a Savvy Morozova. V prosinci 1897 měl znovu infarkt, přesto stále pracoval. Během následujících měsíců vznikly obrazy Předjaří, Ravina, Ticho, Jezero. Jaro nebo Bouře.Déšť. V dubnu 1899 dostal oficiální povolení k návratu do Moskvy. Stal se učitelem krajinářské malby na škole výtvarných umění, kde v mládí studoval.  Vodil své studenty na výlety do blízkého okolí, kde kreslili a malovali v plenéru. V květnu 1900 se při jedné z takových vycházek nachladil a onemocněl. Své nemoci podlehl 22. července (4. srpna) téhož roku krátce před čtyřicátými narozeninami. Byl pohřben na židovském hřbitově. V roce 1941 byly jeho ostatky přeneseny na Novoděvičí hřbitov a znovu uloženy poblíž hrobu Antona Čechova. Levitan zanechal po své smrti asi 40 nedokončených obrazů a 300 skic. Monumentální obraz Jezero, na kterém Levitan pracoval v letech 1899–1900, zůstal nedokončen. Neměl rodinu ani děti.

### Posmrtný odkaz

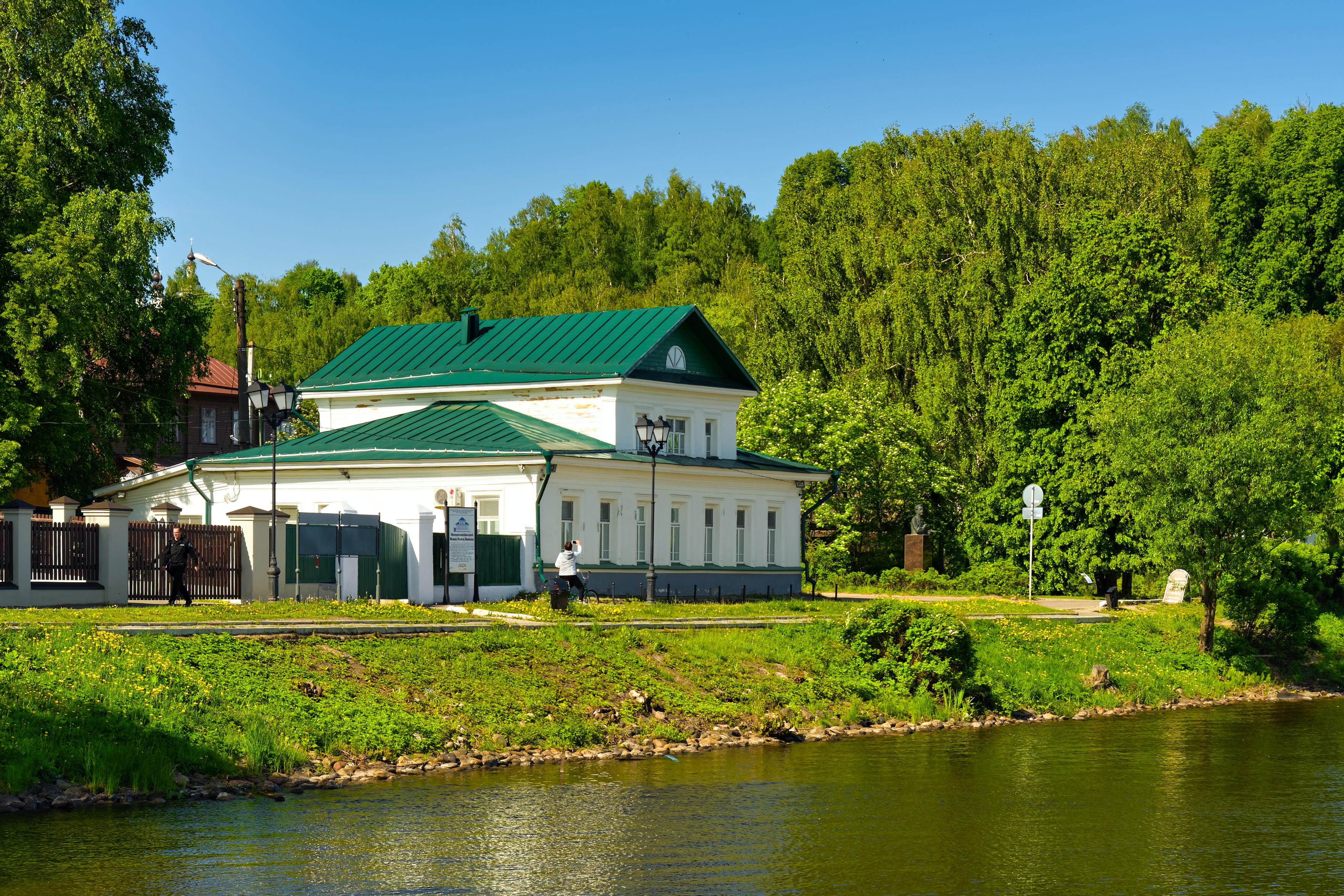
Levitanovo muzeum v Pljosu na břehu řeky Volhy

V roce 2008 bylo v obci Jelisejkovo nedaleko Vladimiru otevřeno místní muzeum věnované Isaaku Levitanovi, který v této oblasti od roku 1891 žil a pracoval několik měsíců. Vznikla zde řada obrazů a kreseb. Levitanovo muzeum bylo zřízeno v roce 1972 také v Pljosu v domě, který si umělec kdysi pronajal se svými přáteli Alexejem Stěpanovem a Sofií Kuvšinnikovovou.
V roce 1901 se v Petrohradě a Moskvě konala posmrtná výstava Levitanových děl. V letech 1938 a 1960–1961 se uskutečnilo několik samostatných výstav, které putovaly do několika měst po celém Sovětském svazu, přičemž mezi nejčastější destinace patřily Moskva, Leningrad a Kyjev. Velká výstava k příležitosti 150. výročí Levitanova narození byla uspořádána v Treťjakovské galerii na přelomu roku 2010–2011.
V roce 1979 po něm byl pojmenován asteroid 3566 Levitan. 

## Dílo
Levitan byl především krajinář, ale jeho odkaz přesahuje hranice krajinářského žánru. Ilustroval časopisy a knihy, navrhoval jeviště, vytvářel portréty a zátiší, grafiku, především na začátku své samostatné umělecké kariéry.
Levitan nemaloval městské krajiny; s výjimkou Pohledu na klášter Simonov se město Moskva objevuje pouze na obraze Iluminace Kremlu. Nejvíce se mu líbila poetická místa v lese nebo volné krajině. Levitanova krajina je obvykle obrazem opuštěného přírodního prostředí v různých ročních obdobích, především na podzim. Obrazy s podzimními motivy tvoří většinu jeho prací v první polovině osmdesátých let, např. Podzim v lese (1882). Jen výjimečně se na jeho krajinách objevuje lidská postava, jako je tomu například na olejomalbě Podzimní den.Sokolniky (1879). Zaujaly hlavně emocionalitou, poetickým vnímáním přírody a živou hrou barev. Příroda je na jeho obrazech zachycena prostřednictvím osobnosti a duševního rozpoložení umělce. Na rozdíl od francouzských impresionistů Levitan na svých obrazech nezachycoval okamžitý dojem. Nešlo jen o povrchní zobrazení skutečnosti, ale jeho dílo má osobitý psychologicko-emocionální rozměr. Příkladem mohou být obrazy Večerní zvon (1892) nebo Zlatý podzim (1895).
Jeho krajiny z pozdějšího období vyjadřují otevřený prostor, rozlehlost přírody ve vztahu k člověku a jeho emocionálnímu stavu, vliv na nálady a stavy mysli, smutek duše, pesimistický postoj. Obrazy U mlýnského rybníka (1892), Vladimirka (1892) a Nad věčným klidem (1894) tvoří jakýsi dramatický cyklus na téma úzkost, strádání a hořkost lidského života a úvahy o věčnosti a čase. Koncem devadesátých let jsou pro jeho tvorbu charakteristické motivy soumraku, tichých nocí, spících vesnic, jako například Měsíční noc ve vesnici (1897), Měsíční noc (1899), nebo Soumrak.Měsíc (1899). Jednoduchý krajinný motiv je přeměněn na archetypální obraz Ruska. Dokladem je poslední obraz Jezero.Rusko.
Významné místo v Levitanově tvorbě zaujímají pastely, které zejména v devadesátých letech dosáhly tvůrčího vrcholu. V letech 1890–1895 Levitan vytvořil řadu pozoruhodných děl, která ho etablovala jako jednoho z předních mistrů pastelového umění konce 19. století. Patří sem například pastely inspirované jeho cestami (Blízko Bordighery na severu Itálie, Zahrada v květu, U jezera Como. Nábřeží) nebo zátiší s květinami (Chrpa, Bílé šeříky) nebo vodními plochami (Povodeň, Temný den, Údolí řeky.Podzim). Pozdní pastely zachycují pomocí mnohobarevné palety poetickou náladu přírodních scenérií (Podzimní den, Podzim, Louka na kraji lesa).

## Galerie

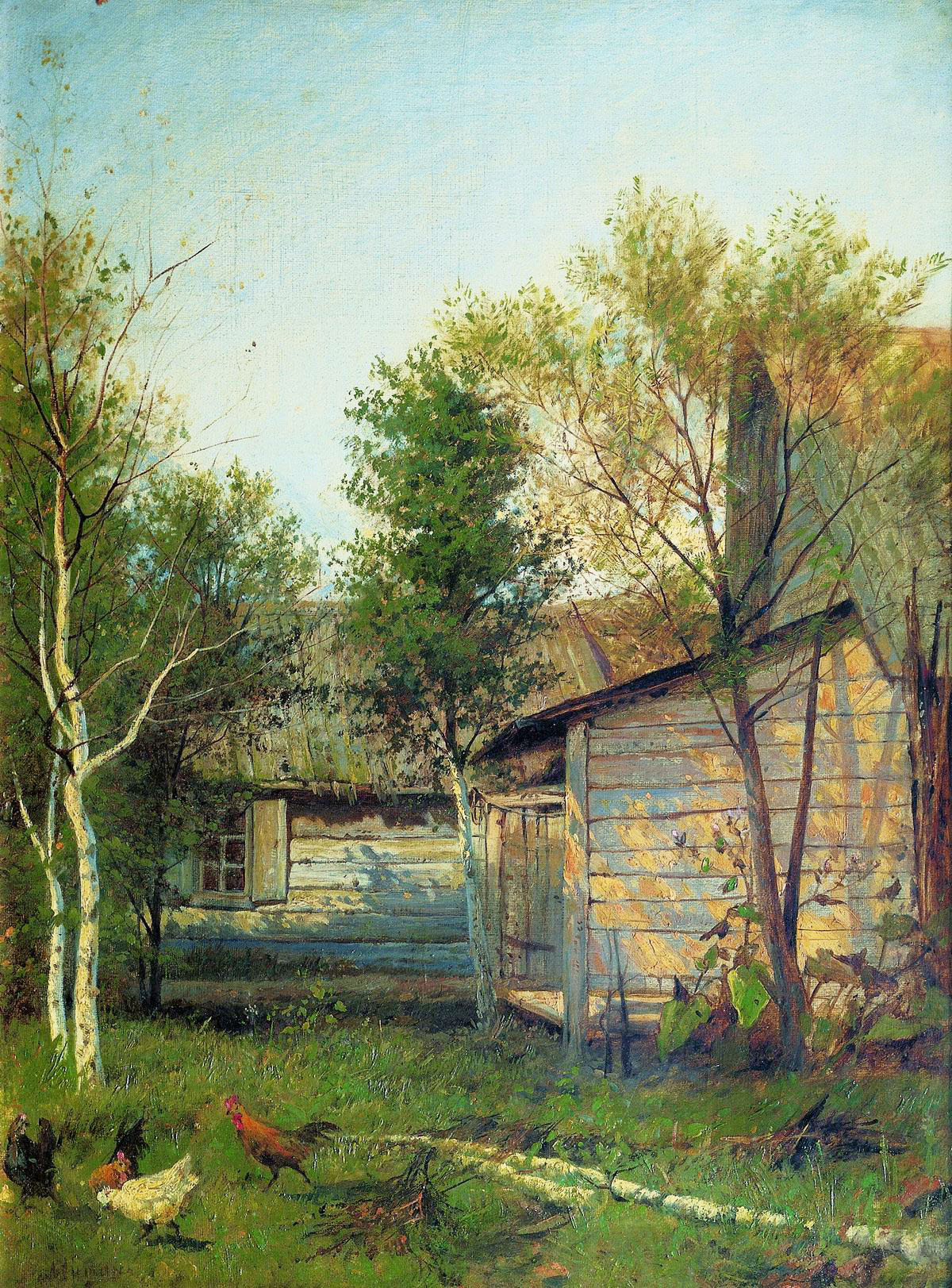
Slunečný den, 1876
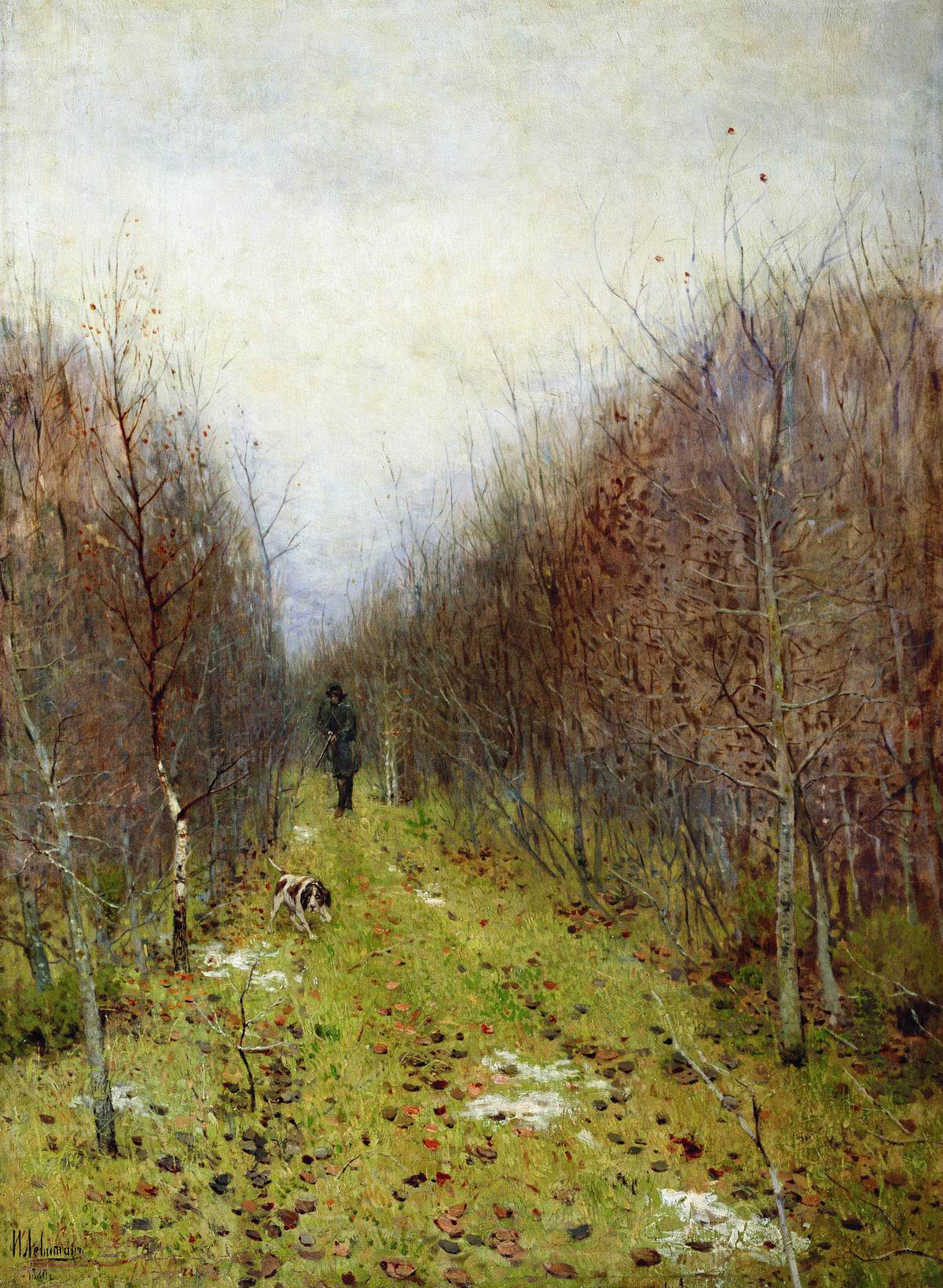
Podzimní krajina, 1880
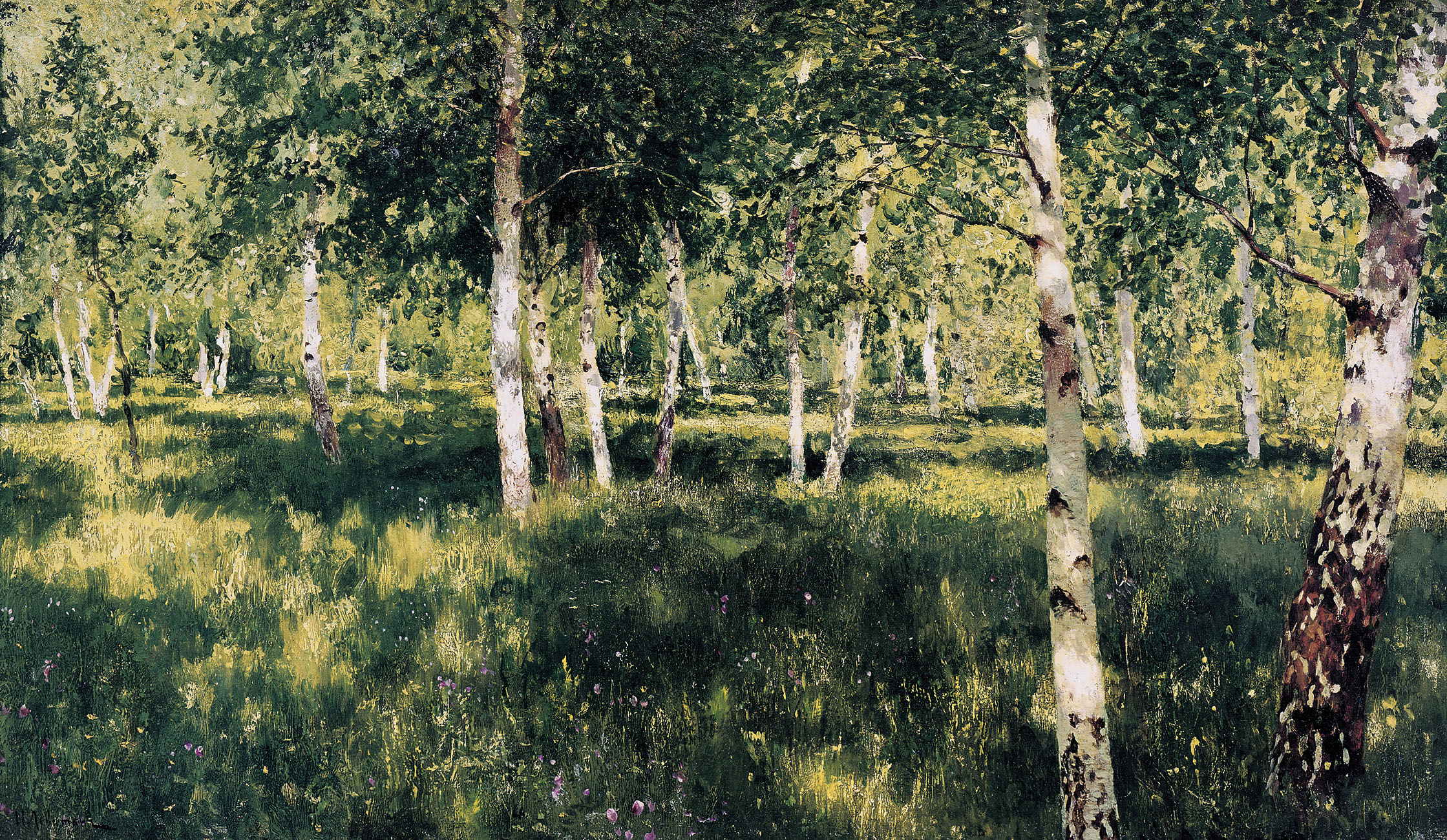
Březový háj ,1885
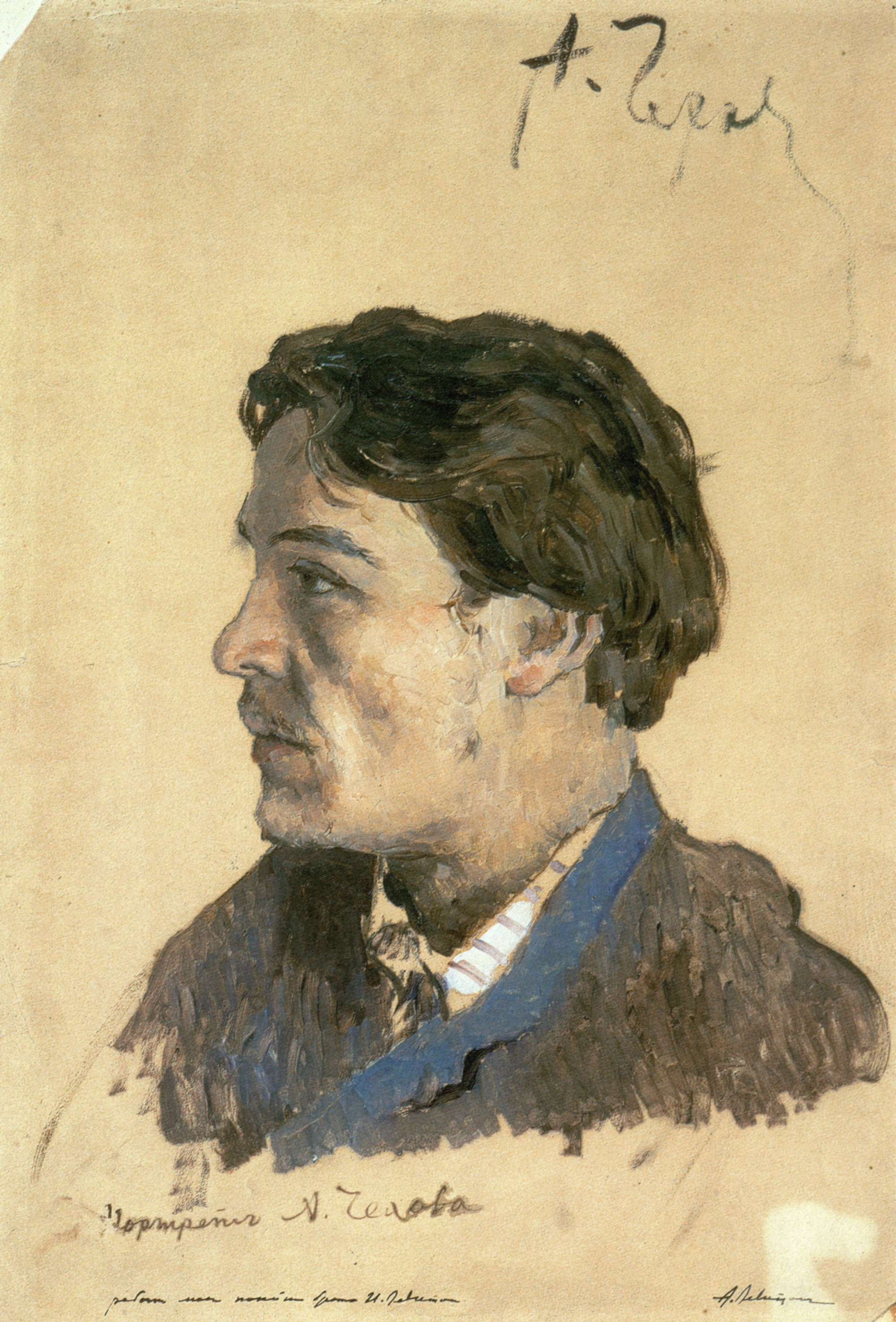
Portrét Antona Pavloviče Čechova, 1886
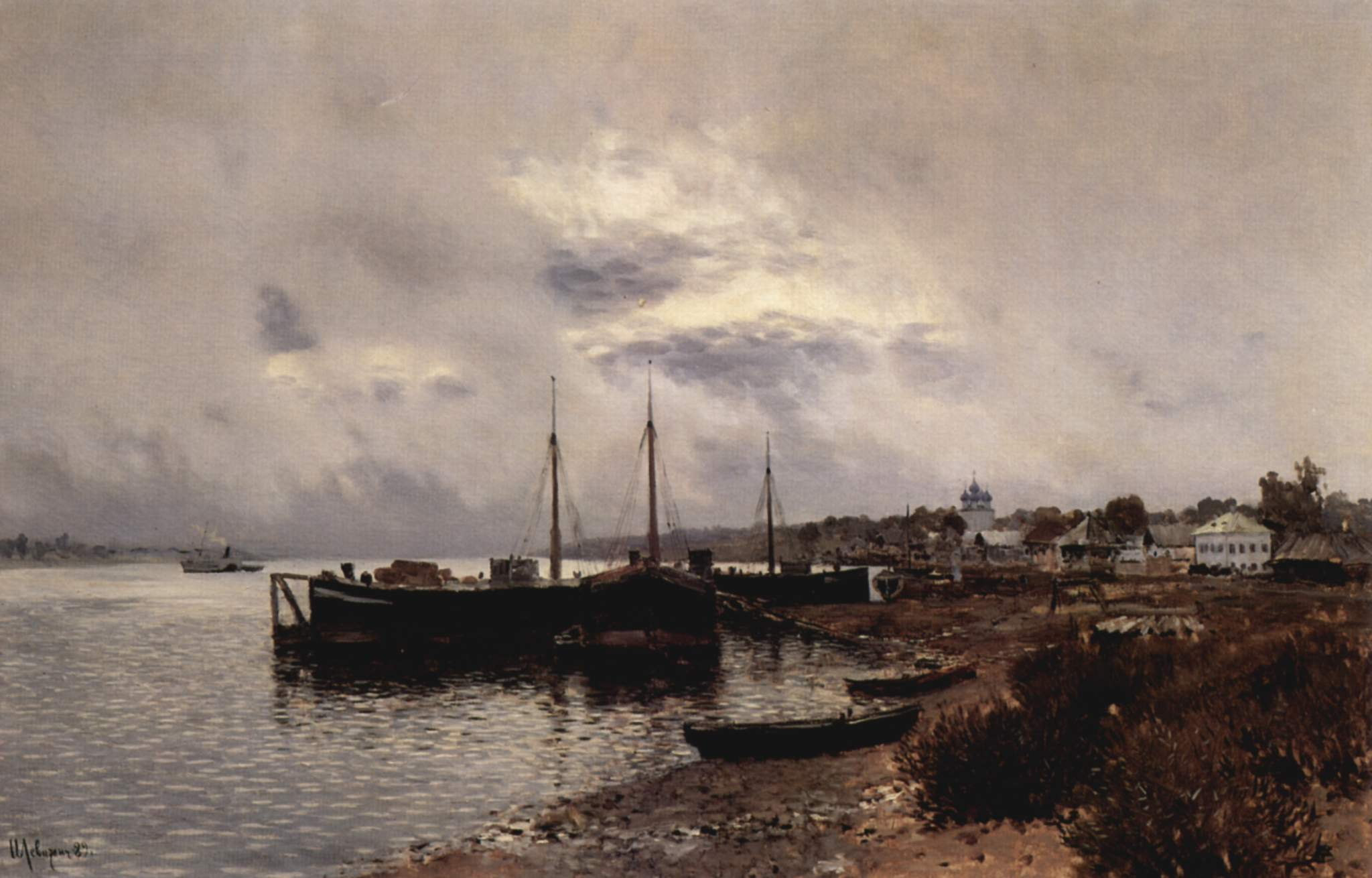
Pljos,1889
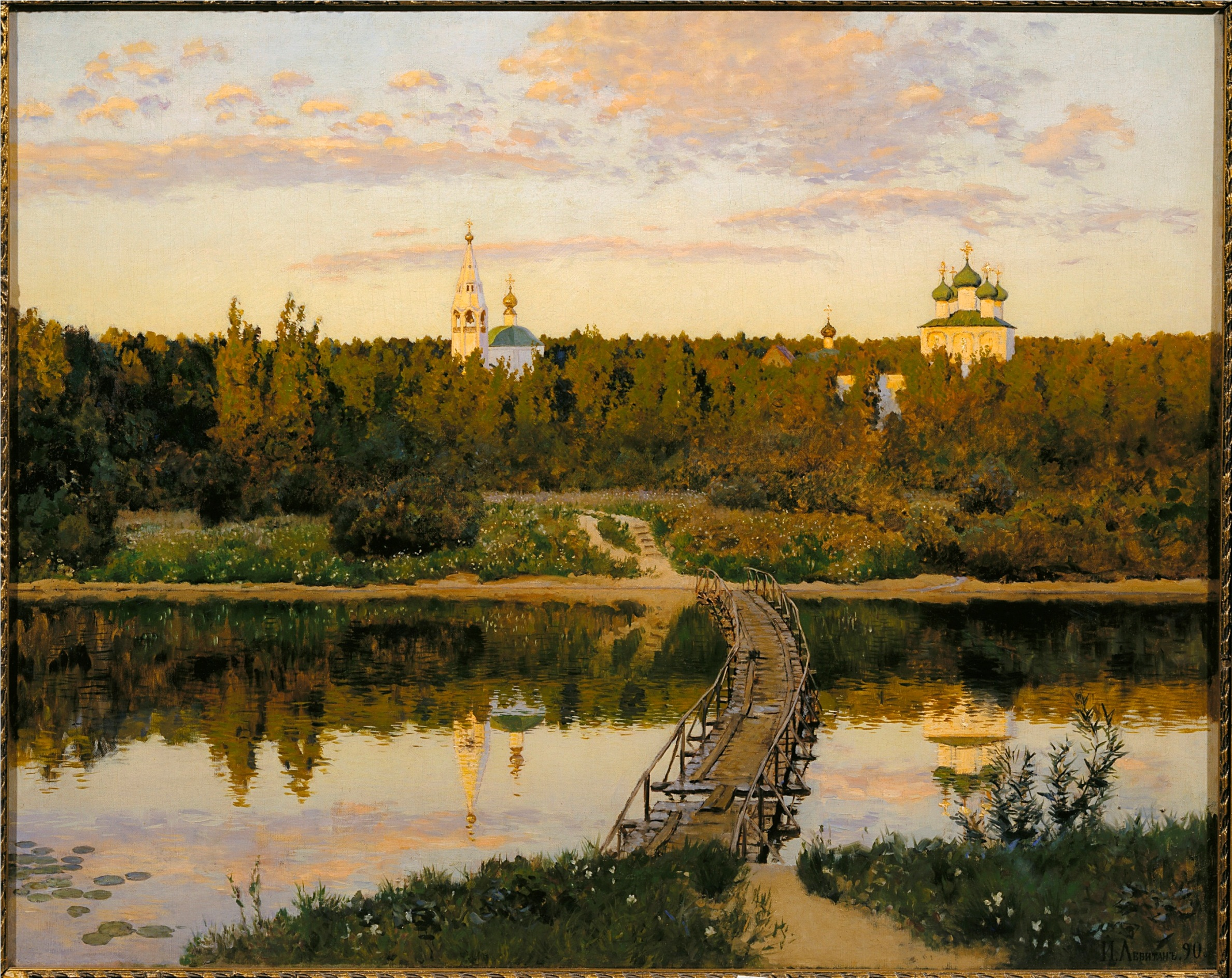
Tichý příbytek, 1890
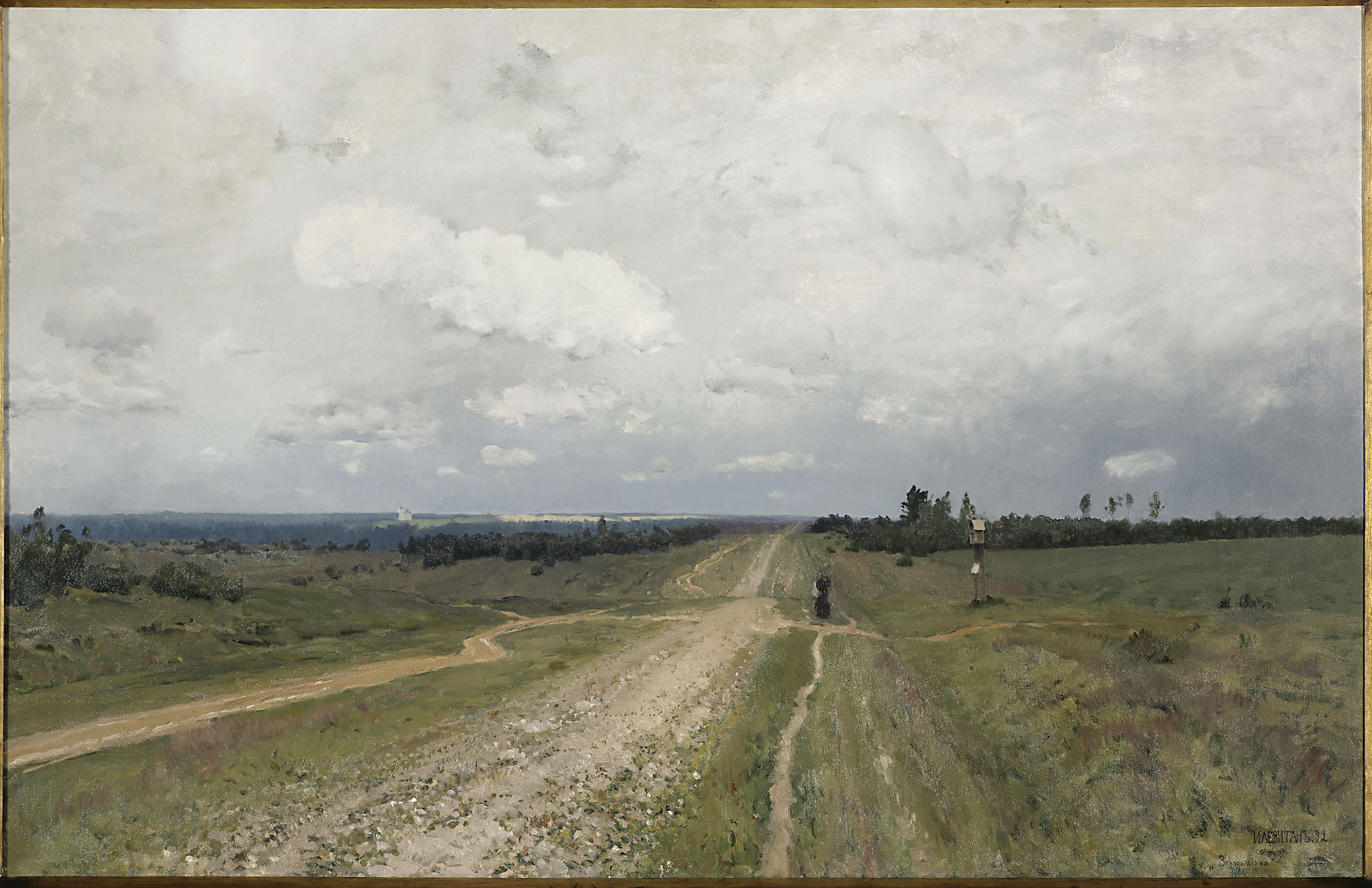
Vladimirka, 1892
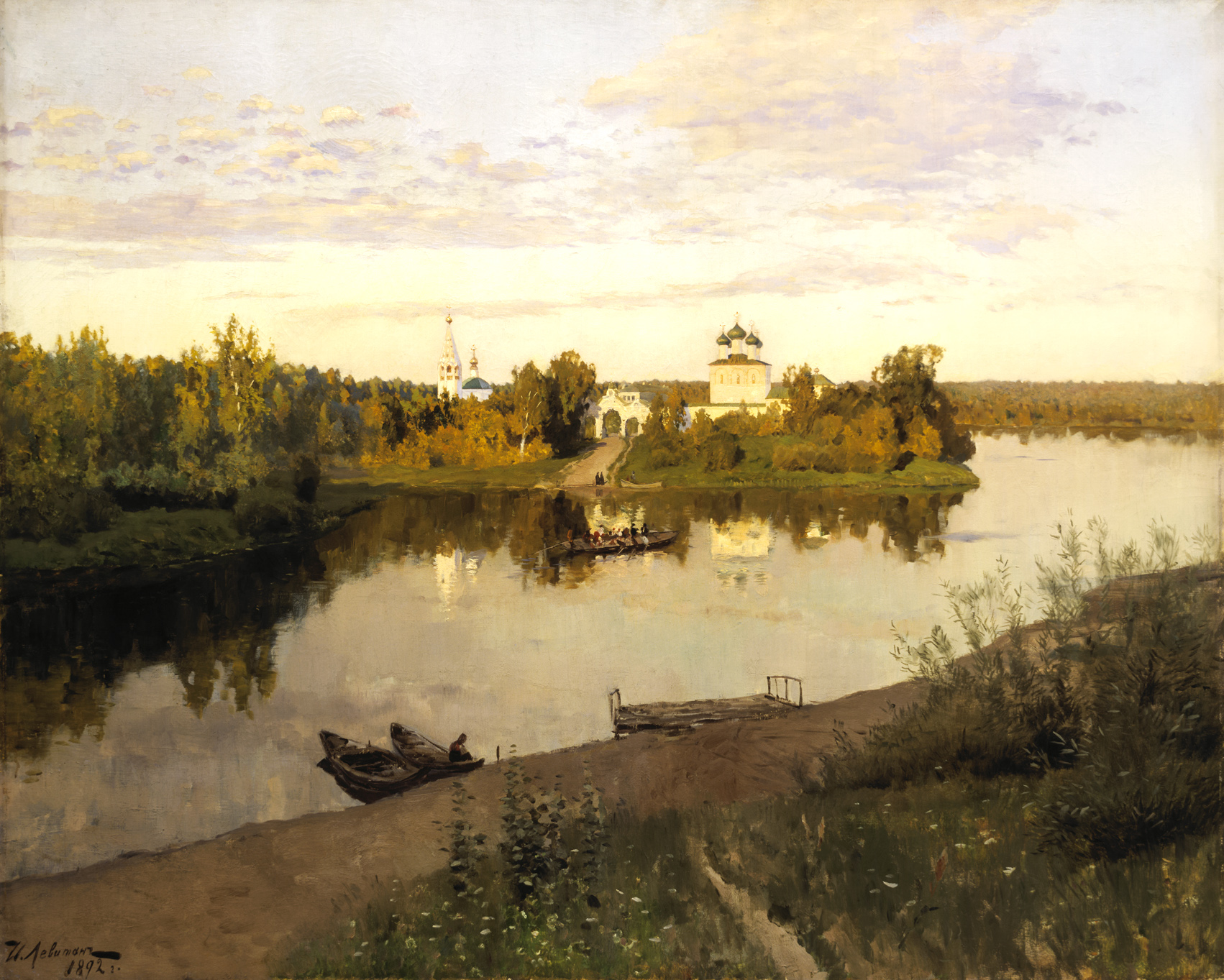
Večerní zvonění, 1892
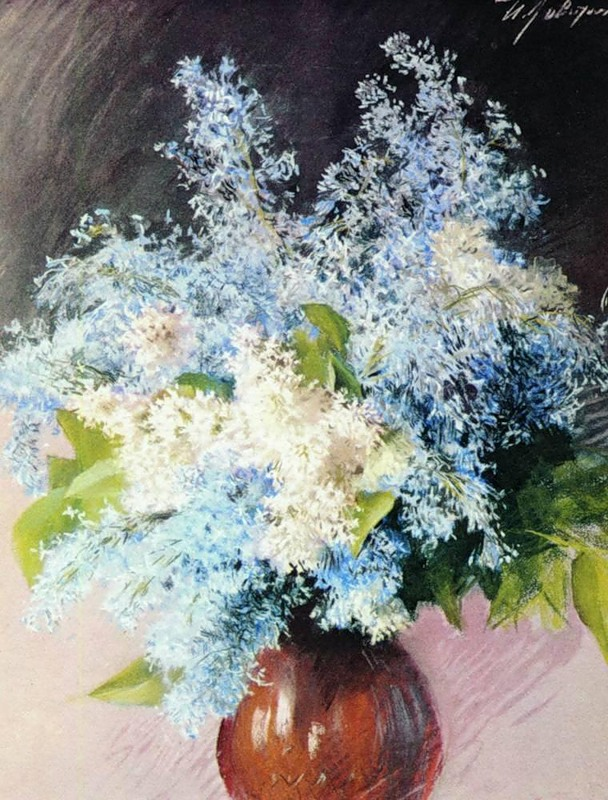
Šeřík, 1893
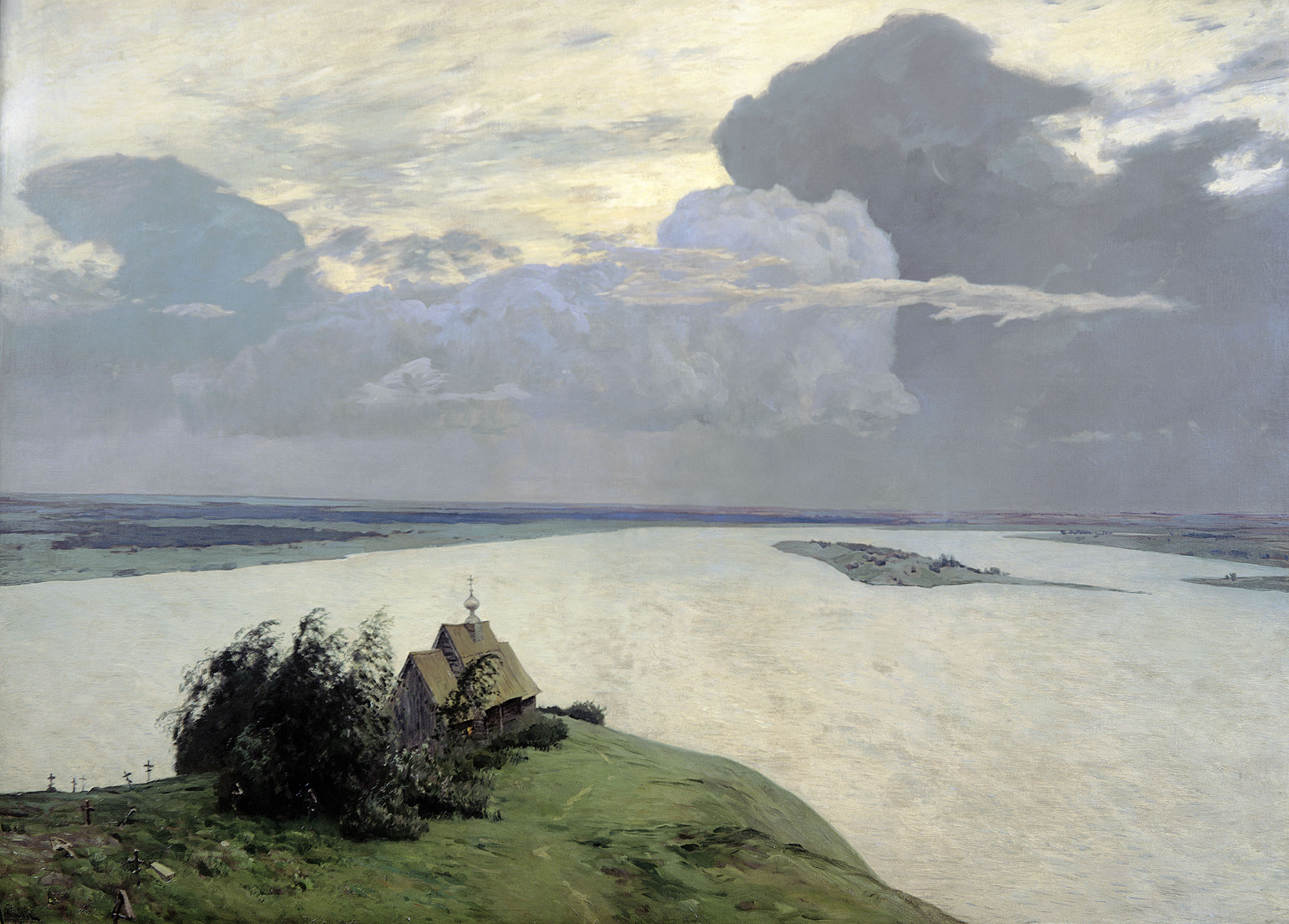
Nad věčným klidem, 1894
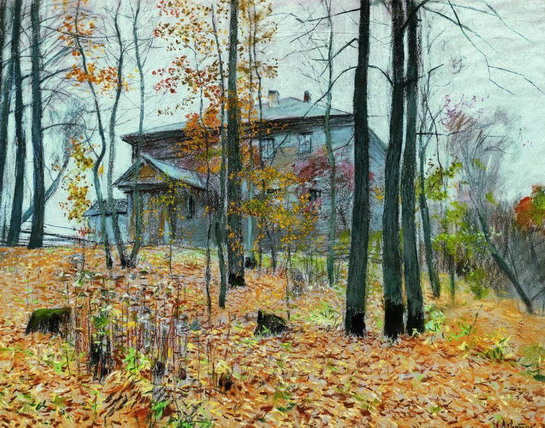
Podzim.Usedlost, 1894
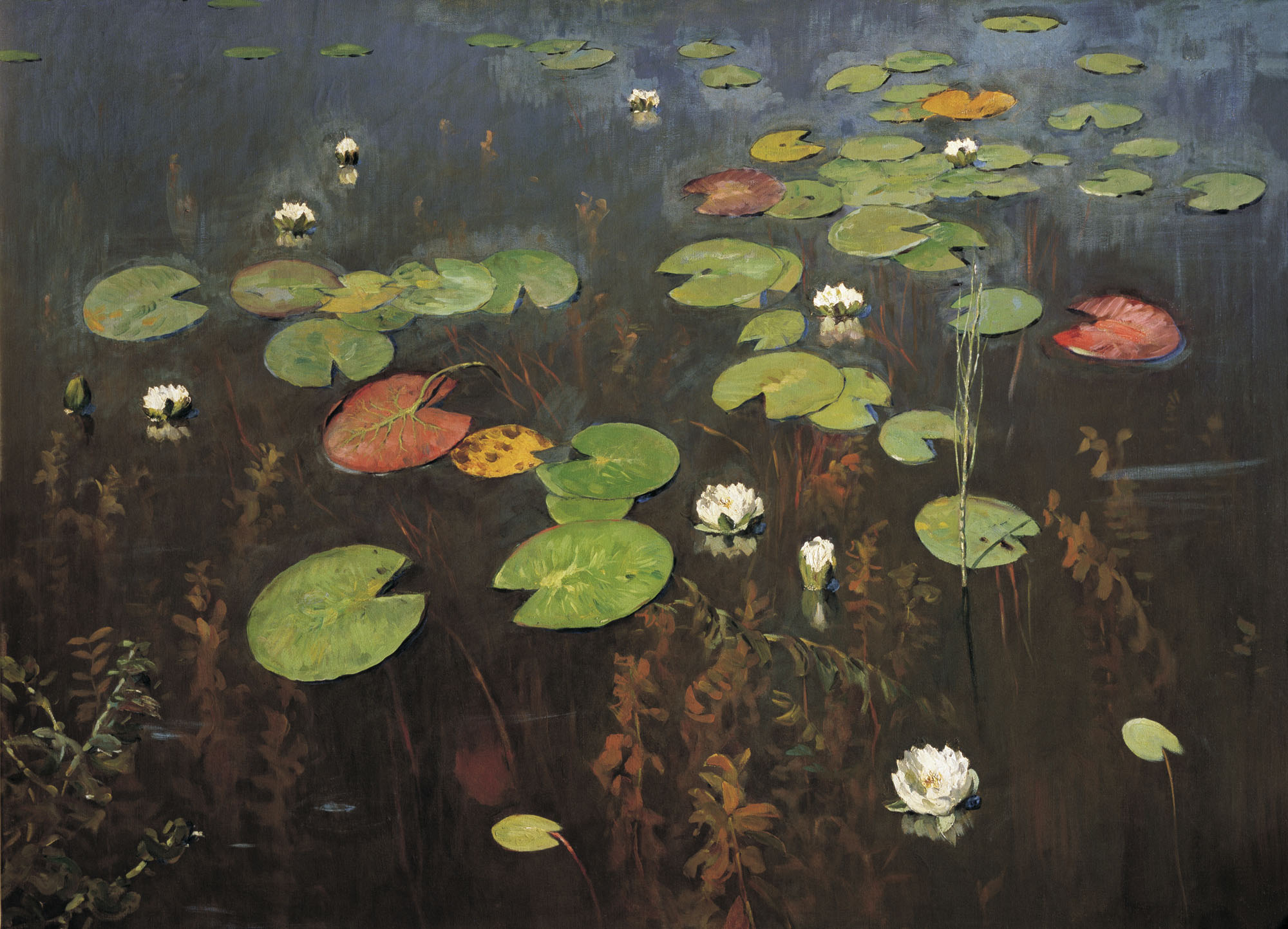
Lekníny, 1895
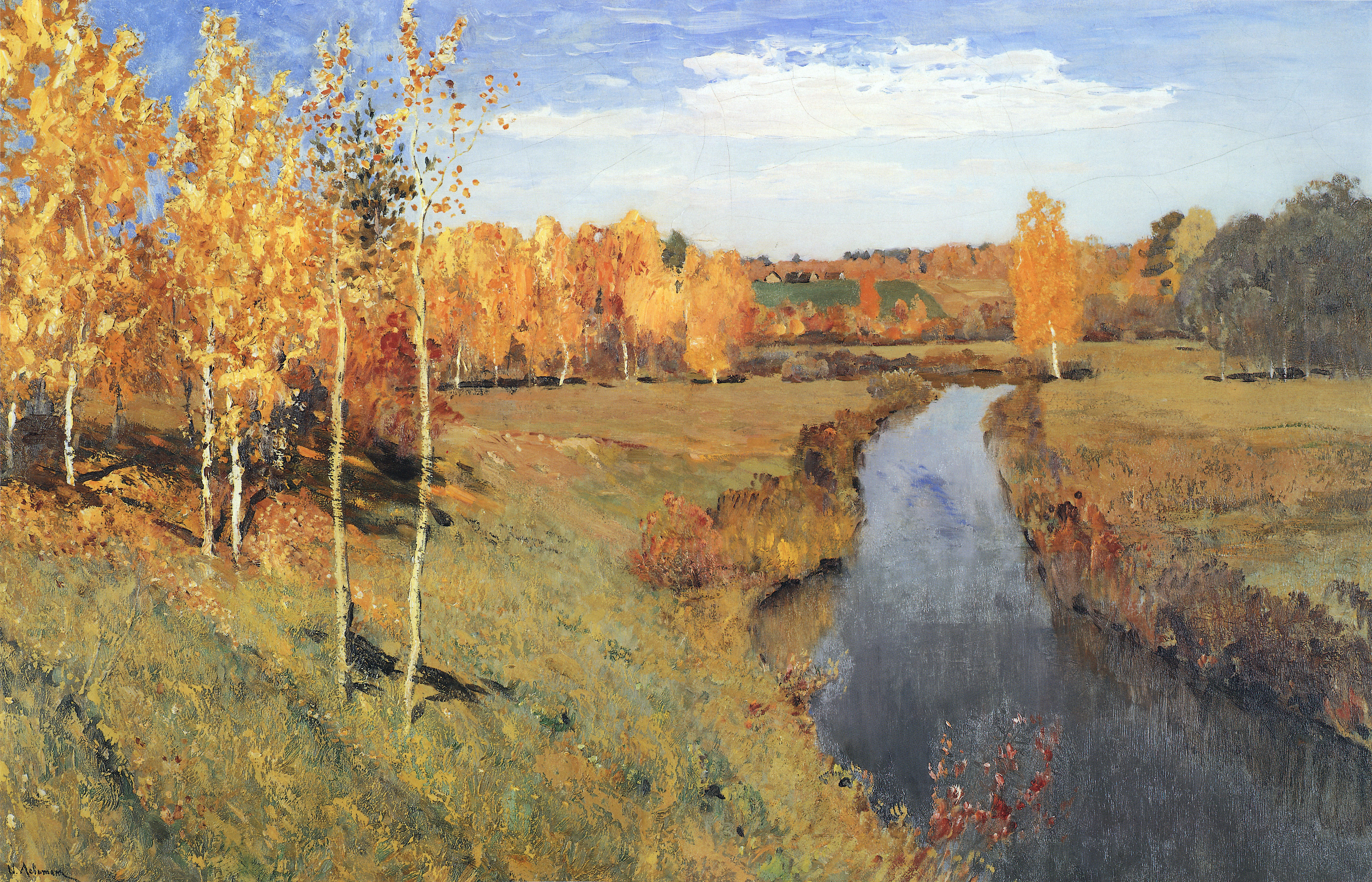
Zlatý podzim, 1896
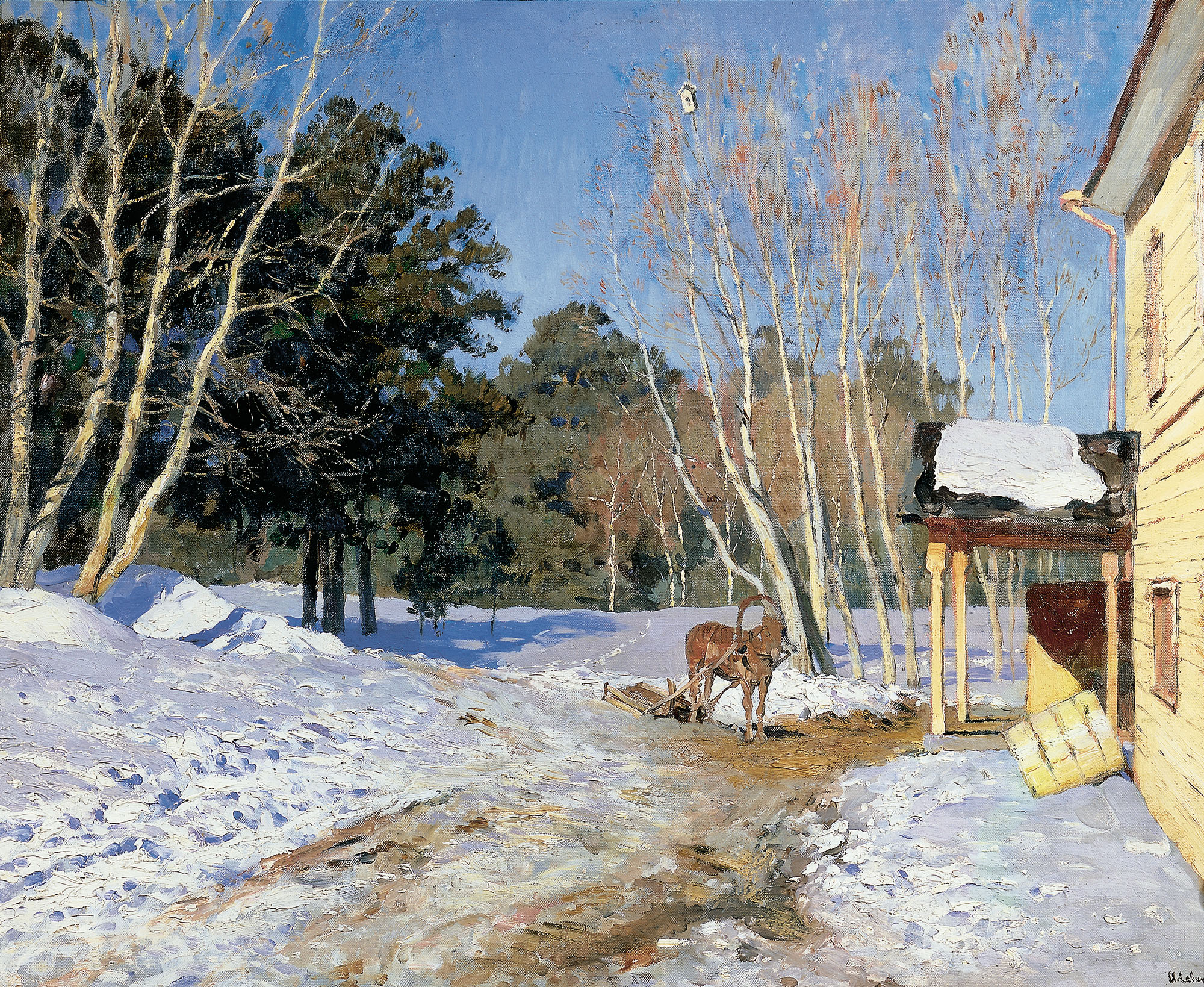
Březen, 1895
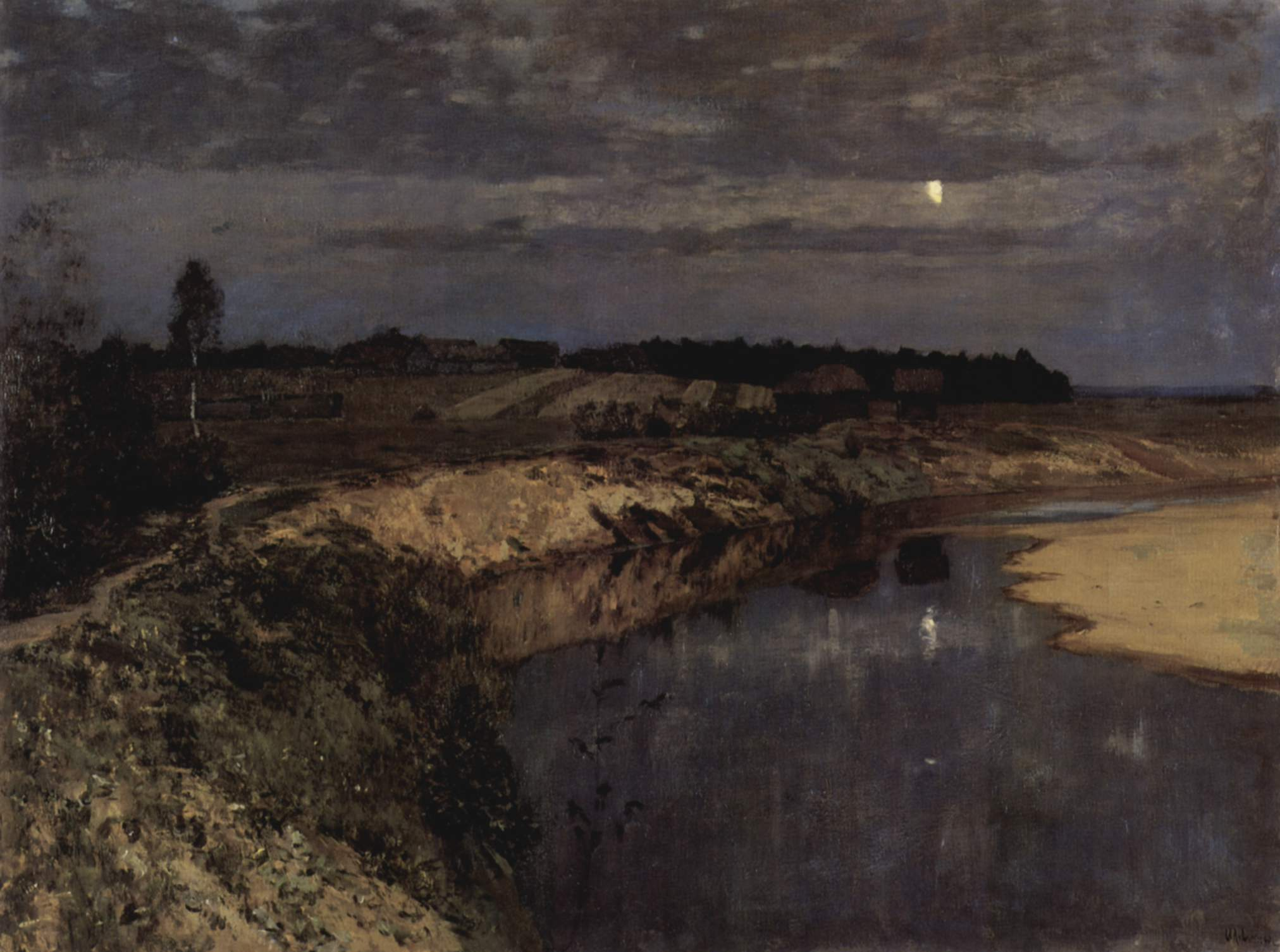
Ticho, 1898
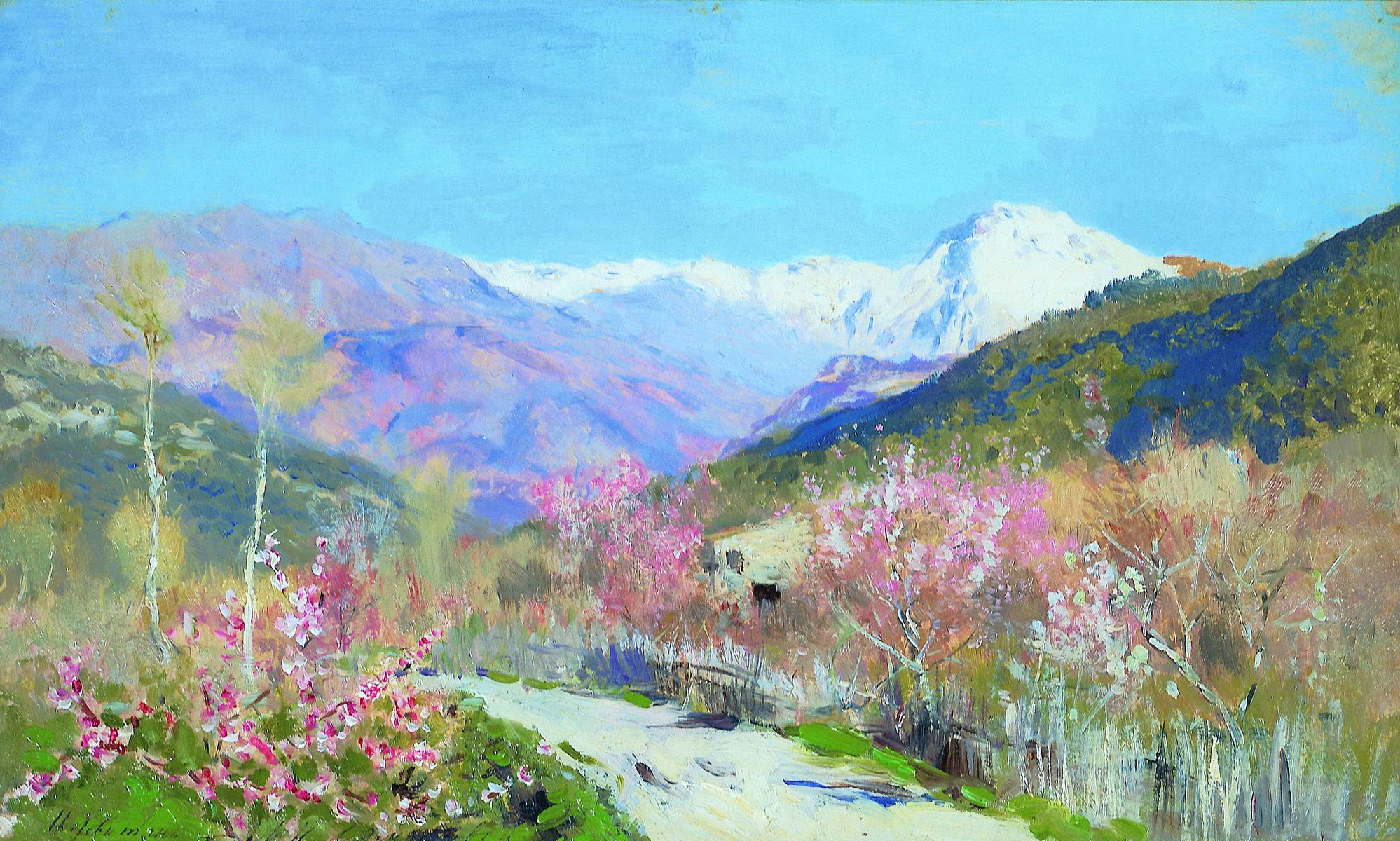
Jaro v Itálii
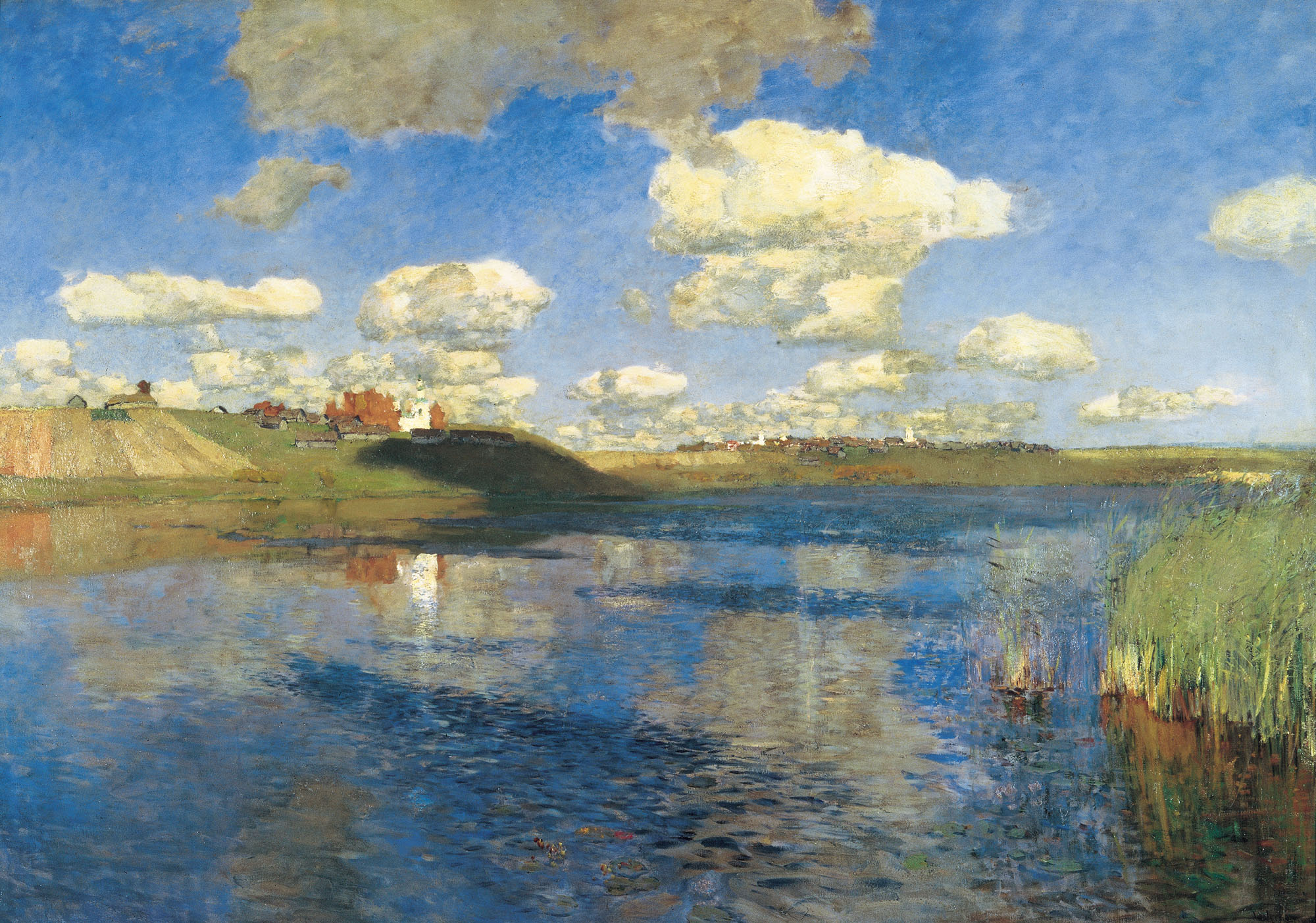
Jezero.Rusko, 1899–1900